# Euphorbia chamaepeplus
Euphorbia chamaepeplus là một loài thực vật có hoa trong họ Đại kích. Loài này được Boiss. & Gaill. mô tả khoa học đầu tiên năm 1859.